# Карлова Лариса Олександрівна
Лари́са Олекса́ндрівна Ка́рлова (*7 серпня 1958, Київ) — українська гандболістка, Заслужений майстер спорту СРСР (1976), чемпіонка монреальської і московської Олімпіад, бронзовий призер сеульської Олімпіади в складі збірної СРСР з гандболу. Дворазова чемпіонка (1982, 1986) та срібний призер (1978) світу — у складі збірної СРСР. Восьмиразова володарка Кубка європейських чемпіонів (1977—1987) — у складі команди «Спартак» (Київ).

## Загальні відомості
На Олімпіаді в Монреалі грала у всіх п'яти матчах і закинула один м'яч. На Олімпіаді в Москві теж грала в кожному матчі і закинула 19 голів. На сеульській Олімпіаді закинула 7 голів у п'яти матчах.
В чемпіонаті СРСР грала за київський «Спартак».
Тринадцять разів ставала чемпіонкою СРСР.
Виступала в Італії. П'ятиразова чемпіонка Італії, володар Кубку Італії
Має вищу освіту — закінчила Київський інститут народного господарства.

## Урядові нагороди
Нагороджена орденами «Знак пошани» (1980), Дружби народів (1985).